# Braulio Musso
Braulio Enrique Musso Reyes (* 8. März 1930 in Limache, Región de Valparaíso; † 18. Juni 2025) war ein chilenischer Fußballspieler. Er nahm mit der Nationalmannschaft seines Heimatlandes an der Fußball-Weltmeisterschaft 1962 teil.

## Karriere

### Verein
Musso begann in der Jugend von Universidad de Chile in Santiago und spielte ab 1951 bis zu seinem Karriereende 1968 in der Primera División für diesen Verein. Zwischen 1959 und 1967 gewann er fünfmal die chilenische Meisterschaft.

### Nationalmannschaft
In der Nationalmannschaft Chiles kam Musso erstmals am 17. September 1954 zum Einsatz. Beim 2:1 in einem Spiel der Copa del Pacífico gegen Peru erzielte er zugleich sein erstes von insgesamt drei Toren für Chile. Sein letztes von 14 Länderspielen bestritt er am 11. Mai 1961 beim 0:1 gegen Brasilien.
Im Jahr darauf wurde Musso für das chilenische Aufgebot bei der Weltmeisterschaft im eigenen Land nominiert. Während des Turniers wurde er jedoch nicht eingesetzt.

## Erfolge
- Chilenischer Meister: 1959, 1962, 1964, 1965, 1967

## Tod
Musso starb am 18. Juni 2025 im Alter von 95 Jahren.